# Кікбол

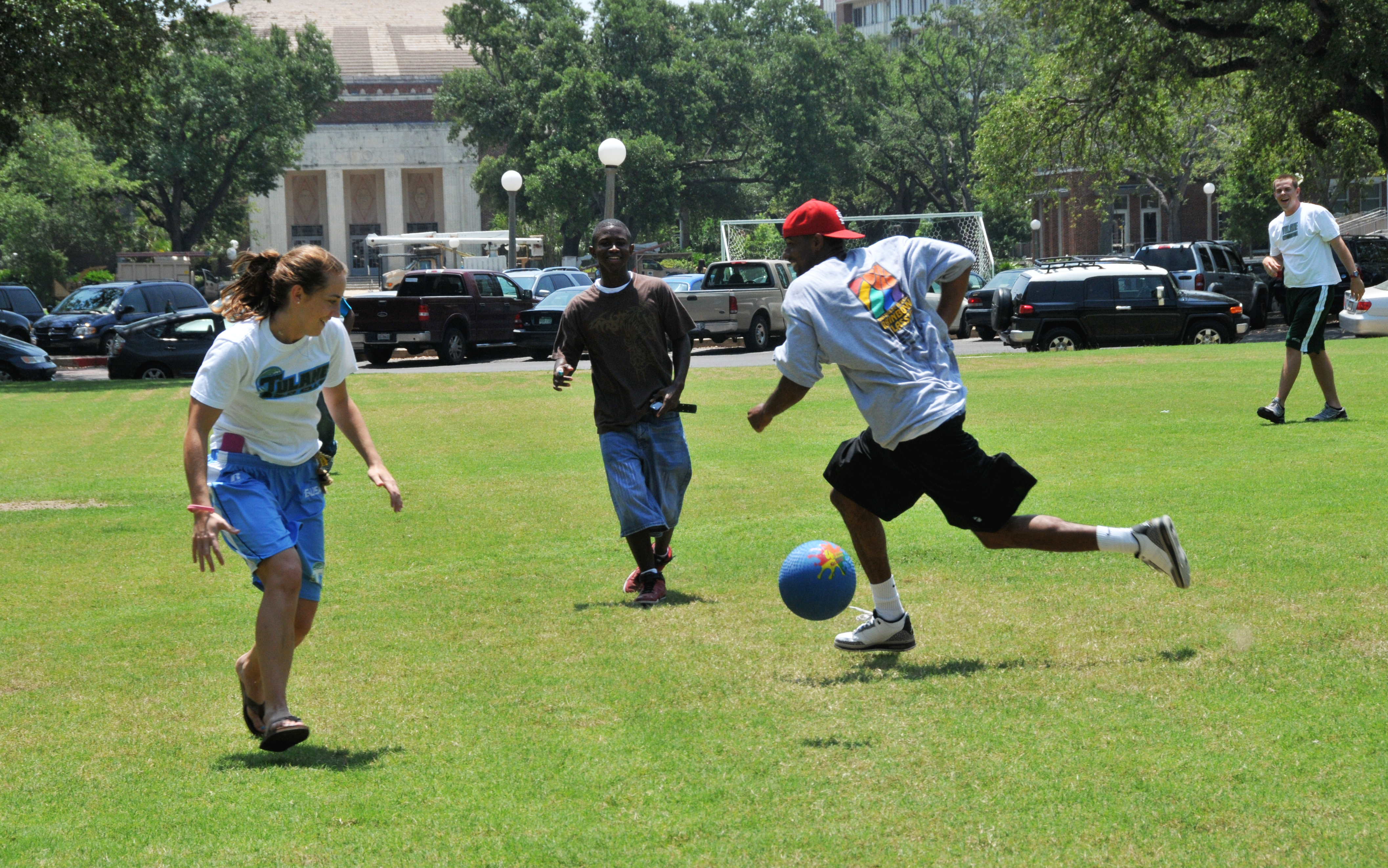
Гра в кікбол

Кікбол - гра нагадує бейсбол, її винайшли в США в першій половині 20-го століття. У Канаді його називають футбол-бейсбол або футбольний бейсбол, а у Великій Британії цю гру знають як футбольну гилку. Як у бейсболі, одна команда намагається відбити м'яч від домашньої бази в поле - це нападники, та пробігти всіма базами, а гравці в полі - захисники прагнуть піймати м'яч та "квацнути" (улучити або торкнутися) ним перебіжчиків до того як вони повернуться на домашню базу. Замість відбивання маленького твердого м'яча биткою гравці відбивають великий напомпований гумовий м'яч ногою, що дозволяє грати в кікбол й  маленьким дітям. Як у бейсболі, гру розділено на періоди ("inning"), в яких команди по черзі атакують - відбивають м'яч ногою в поле та захищаються - ловлять його в полі. Команда з найбільшою кількістю повних пробіжок після певної кількості подач здобуває перемогу.

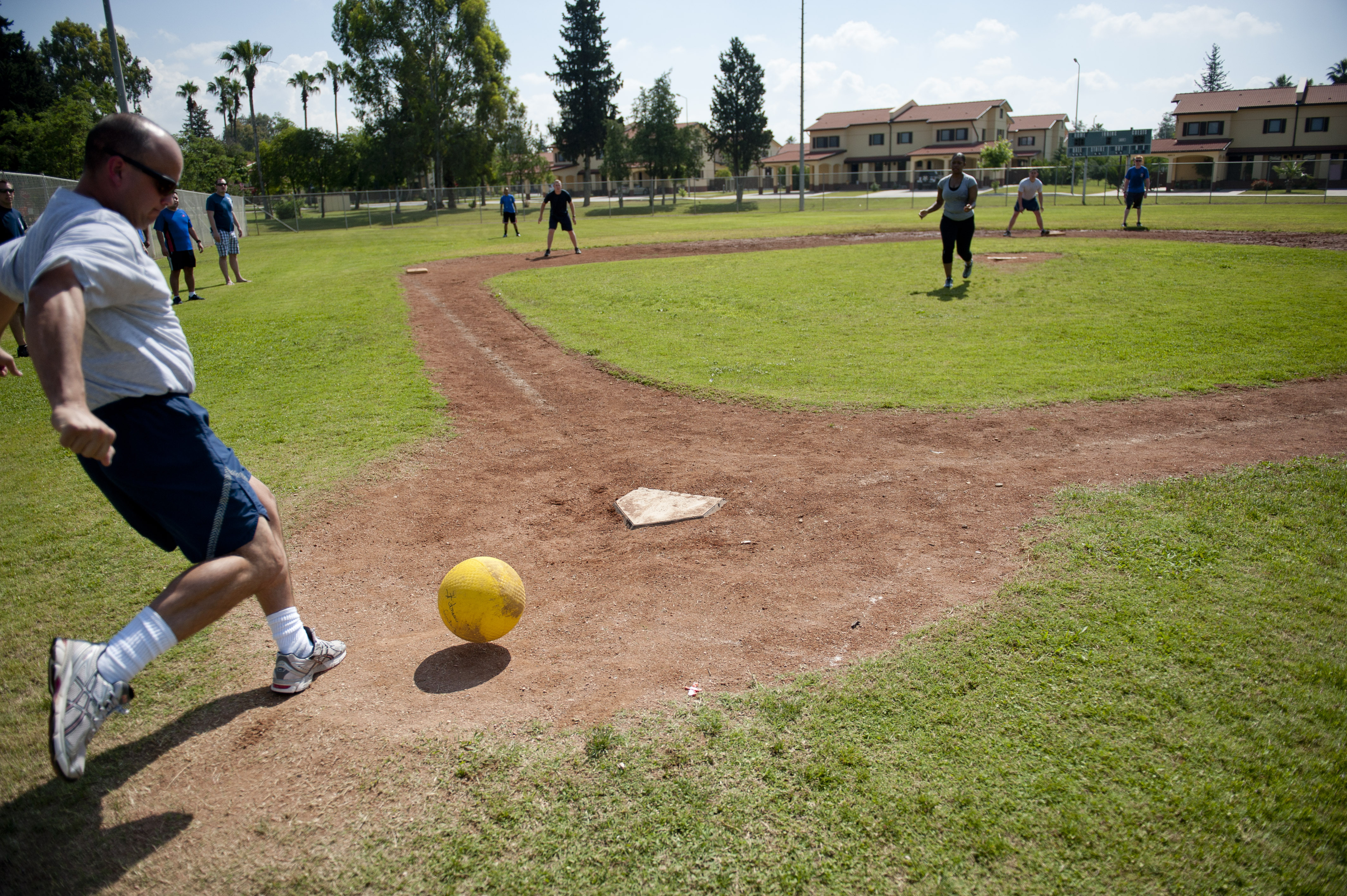
Чоловічі команди грають у кікбол. Нападник (майбутній перебіжчик) готовий відбити м'яч, що його покотив подавач

Кікбол - популярний у США, здебільшого серед молоді та дітей шкільного віку, це командна гра для спортивних майданчиків. Відсутність специфічного для бейсболу встаткування та спеціалізації за позиціями на полі, (наприклад, подавача ("pitcher")), робить гру доступним перехідним містком до інших подібних видів спорту, таких як: бейсбол, софтбол, українська гилка, румунська ойна та ін. Кікбол менш популярний серед дорослих, які віддають перевагу аналогічним іграм, на кшталт софтболу та бейсболу.

## Історія
Існує думка, що кікбол, який попервах мав назву «Kicking Baseball», було винайдено ще 1910 року. Доктор Емметт Данн Енджелл (Dr. Emmett Dunn Angell) у своїй книжці "Гра: містить ігри для дитячого садка, ігрового майданчика, школи та коледжу: як тренувати дівчат грати в баскетбол та інші ігри" (1910). Його опис та ілюстрації в цій книжці найбільш близькі та найбільш ранні з відомих попередників сучасної гри в кікбол. Він також зазначає, що «діти від цієї гри, напевно, отримують задоволення, вона дозволяє їм краще зрозуміти національну гру (бейсбол) і водночас дає їм змогу вправлятися не в дуже жорстких і сповнених веселощів вправах".
Пізніша задокументована згадка про кікбол трапляється 1917 року, коли Ніколас К.Сьюз (Nicholas C Seuss), керівник ігрових майданчиків Парку Цинциннаті в Цинциннаті, штат Огайо описав гру у своїй книжці "Дитячий майданчик". Сьюз представив свій перший документований огляд гри, яка містила 12 правил, і схему поля в книжці «Дитячий майданчик» (англ. The Playground Book), виданої 1917 року. У цій книзі гру називають "копаний бейсбол". 

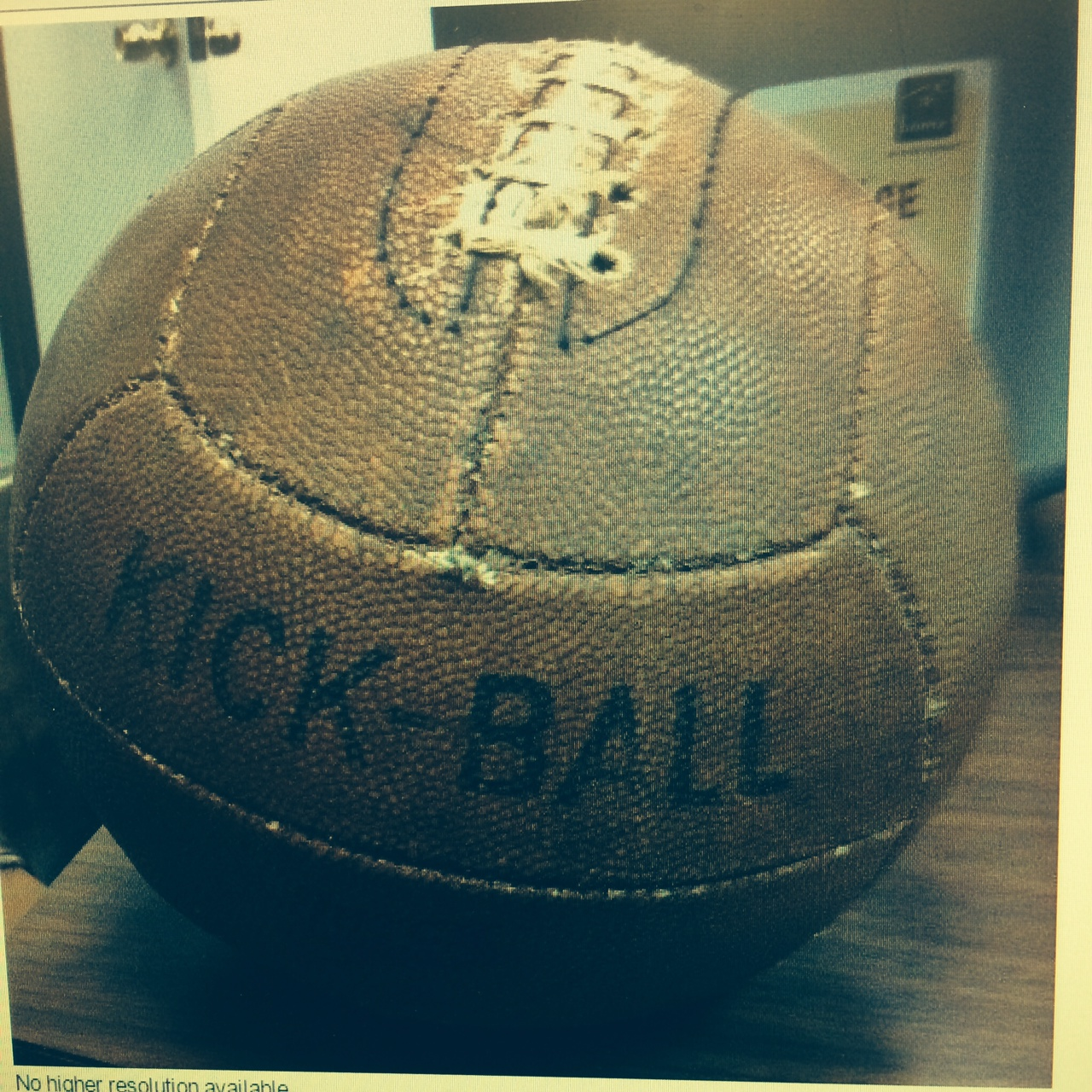
Приклад старовинного м'яча для кікболу. Цей м'яч виготовлений фірмою Спортивні товари Хатч Інк., Цинциннаті, штат Огайо, США.

У 1920-1921 роках викладачі фізичної культури державних шкіл використовували "кікбол", щоб навчити юнаків і дівчат основ бейсболу. Того часу для гри використовували футбольний або волейбольний м'яч. У грі брало участь від 10 до 30 гравців на полі, що мало нейтральну зону, куди не входили, поки м'яч не буде відбитий. Там не було подавача ("pitcher"), оскільки гравці вибивали м'яч з домашньої зони, кола діаметром 3 фути (91 см). М'яч мав пройти за 5-футову лінію (1 м 52 см). Команди мінялися місцями тільки після того, як усі гравці команди, яка атакувала відбили по черзі м'яч 

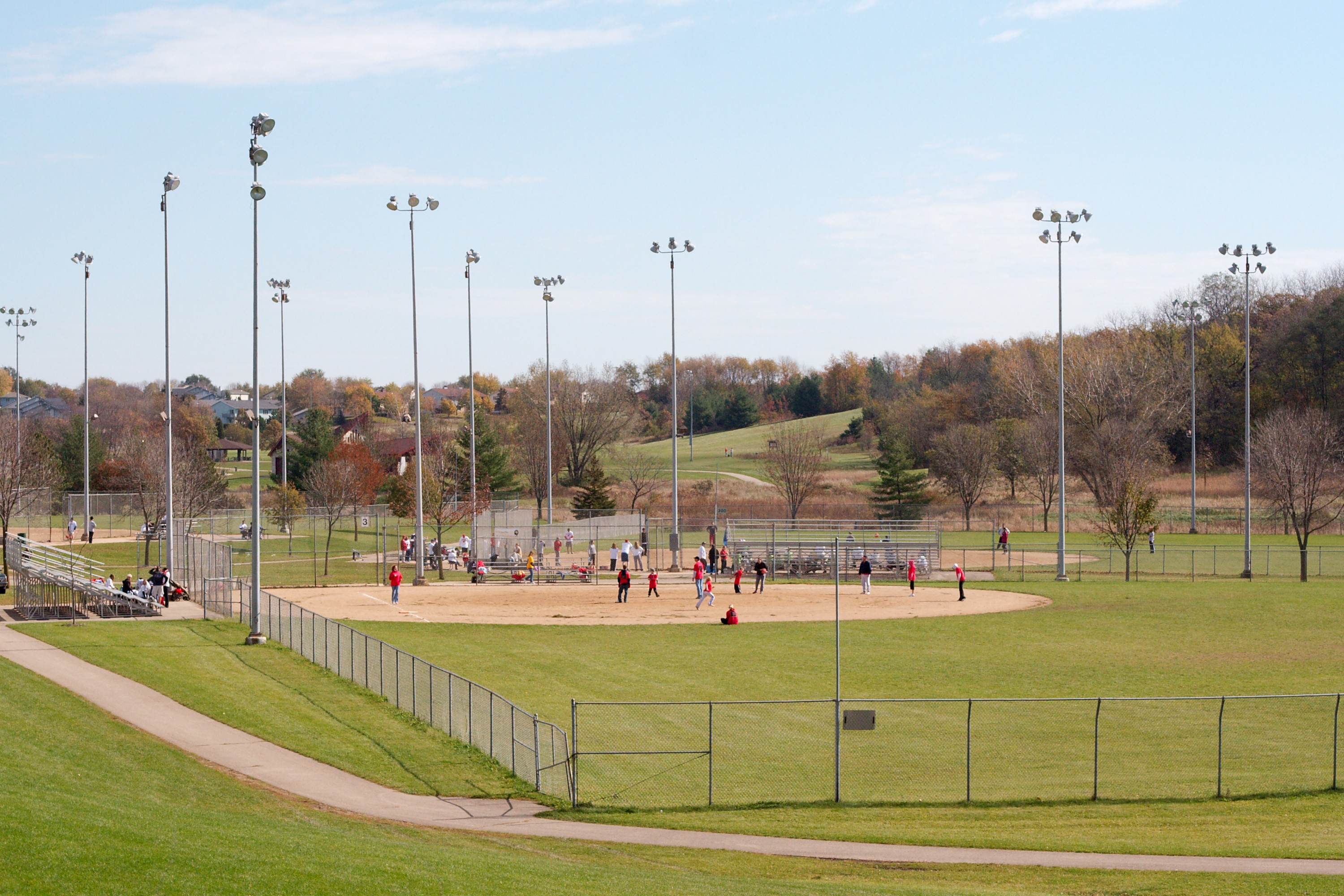
Гра в Мадісоні, штат Вісконсін, 2006 рік

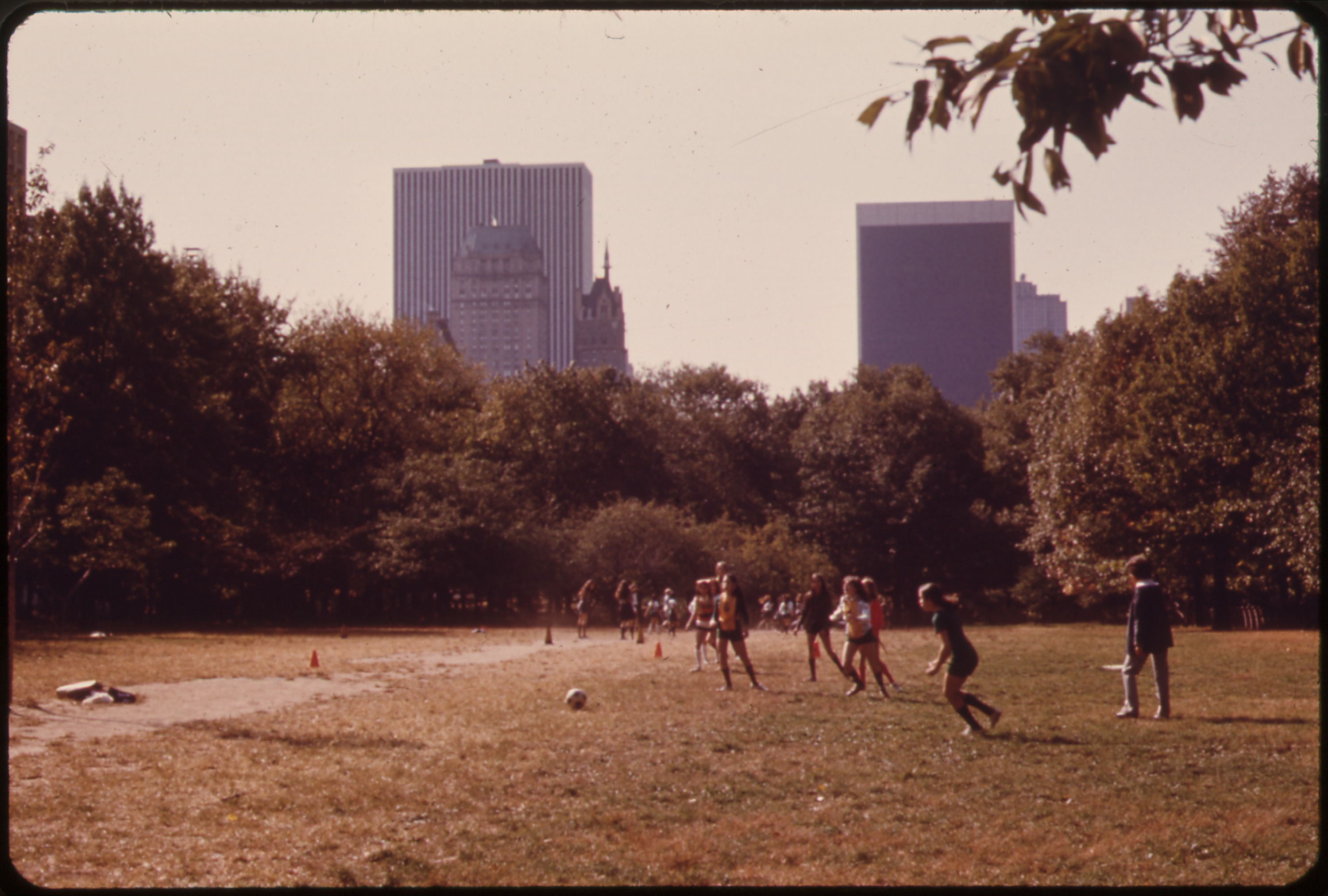
Дівчата грають у кікбол у Центральному парку, Нью-Йорк, 1973 рік

Того часу в кікбол грали на полі для бейсболу, але відмінність полягала в тому, що була лише одна база, що відповідала другій базі в бейсболі. На базі могло бути кілька гравців, але всім потрібно було встигнути додому до останньої подачі й порядок наступних подач зберігався.
Так само були дві позиції для короткої зупинки гравця (перебіжчика базами): одна між 1 і 2, і між 2-ю та 3-ю. Домашню базу позначали на землі прямокутником 3 на 4 фути (91,44 см на 122 см).
У публікації від квітня 1922 року Даніель Чейз (Daniel Chase), керівник фізичного виховання штату Нью-Йорк Департаменту освіти, описує найбільш ранні згадки про гру дорослих у кікбол. Ця гра відбулася на конференції сільських вчителів у Муерс Форкс (Mooers Forks), округ Клінтон, Нью-Йорк, де Даніель навчав ігор, яких учителі повинні навчати своїх учнів. У них не було м'яча, вони зробили його зі старої панчохи та ганчірки. Окружність м'яча була приблизно 7 до 8 дюймів, його перев'язували старим шнурком. Створення цього імпровізованого м'яча продемонстрував сільським вчителям містер Бреддок Велсом. Педагоги отримали номери для створення команди; непарні для однієї команди та парні для іншої. Капітани команд вибирали коледж для назви кожної команди. Непарні номери вибрали Йель, а парні Прінстон. Гра в «Копаний Бейсбол» була останньою грою на конференції, щоб визначити чемпіона дня. Для кожної команди увійшло по 10 гравців, а з решти організували групи підтримки. Першим вдарив Йель. На полі не було подавача ("pitcher"), але були дуже короткі зупинки між першою та другою базами. Чейз згадував, що того дня через спеку зіграли лише три періоди, і Йель здобув перемогу з рахунком 3 - 2. Групи підтримки показали відмінну спортивну майстерність, неупереджено аплодуючи всім, хто добре грає.
Американський кореспондент Другої Світової війни Ерні Пайл (Ernie Pyle) повідомляв про гру солдатів США під час Туніської кампанії 1942—1943 рр. 
«Кікбол» був запропонований як неформальна гра для солдатів армійським департаментом США на початку 1943 року. Окрім того, «кікбол» пропагувався як неформальна гра для солдат Міністерством армії США ще з 1943 року. У цьому складнішому варіанті гри всі вдари мали бути за лицьову лінію поля, а повертати вибитий м'яч назад захисники повинні були за допомогою послідовних передач усім гравцям баз перш ніж повернути його додому. 

## Короткий опис правил
- 10 польових гравців;
- 7 періодів (якщо дозволяє час);
- 2 тренери на базах;
- під час подачі м’яч має не менше двох разів відскочити від майданчика, допоки він докотиться до домашньої бази;
- розміри зони для подачі ("strikezone") – 1 фут (30.5 см) з усіх боків домашньої бази (і вище);
- перебіжчика можна "квацати" м’ячем, але без улучання в голову та шию;
- коли під час перекидання м’яча між собою захисники випустять його за межі поля, то перебіжчик або перебіжчики пересуваються на одну базу вперед;
- "вимушена гра", коли перебіжчик, який займає базу повинен звільнити її для наступного перебіжчика, який рухається до неї, у противному разі він буде виведений з гри ("forced outs");
- у грі немає перебіжчиків-лідерів ("ghost men"). Це правило, яке використовують у бейсболі під час додаткових періодів, коли на другу базу стає тимчасовий перебіжчик. Мета цього правила – пришвидшити гру та додати їй елементи стратегії й азарту. Зазвичай на місце перебіжчика-лідера виходить гравець, який останнім був виведений з гри в попередньому періоді. 
Правила кікболу можуть дещо відрізнятися залежно від майданчика (з огорожею або без такої), навчального закладу або установи, яка проводить ігри, віку гравців та інших чинників, але ці відмінності концептуально не змінюють принципів гри. 

## Поле
Гра, зазвичай, точиться на софтбольному майданчику з напомпованим гумовим м'ячем від 8,5 до 16 дюймів діаметром (від 22 см до 41 см). Як у бейсболі/софтболі, для гри використовують 3 бази, гірку (коло) для подавача ("pitcher"), та домашню базу. Подекуди, у менш формальній грі, поле не обмежене парканом, як у софтболі або бейсболі, а відкрите. Правила можуть зазнавати змін залежно від розмірів майданчика. Так само можна грати на прямокутному асфальтованому майданчику, розкресленому крейдою чи фарбою.

## Популярність
У Сполучених Штатах кікбол раніше вважали здебільшого грою для дітей, хоча нині в багатьох містах США з'явилися дорослі кікбольні ліги. Гра набула популярності в 1970-х роках. 
За межами США кікбол популярний серед молоді в Південній Кореї. Там його назва  balyagu [발야구 (бейсбол ногами)], його використовують як основну гру під час занять фізичною культурою в початковій школі.
Кікбол відомий у деяких регіонах Канади як "футбол-бейсбол" або "каліфорнійський кікбол".
В Японії в кікбол грають учні молодшої школи, гра має назву キックベース(Kickbase).
В Англії на уроках фізичної культури в школах часто використовують подібну гру, назва якої "футбол-гилка", це поєднання футболу та гилки.

Споріднений вид спорту, «кікінгбол» (kickingball), популярний у Південній Америці, наприклад, серед венесуельських біженців в Аргентині. 
Кікбол це найбільш популярна гра серед жінок у Ліберії, де його часто називають «африканським бейсболом».
В Україні кікбол не представлений, але натомість у деяких регіонах країни подібні ігри або активно відроджують – українська гилка, або популяризують та поширюють – румунська ойна.   

## У культурі
У мультсеріалі Фінес і Ферб кікбол це гра, успіх в якій важливий для самореалізації головного антигероя, злого вченого Хайнца Фуфелшмертца .
У мультсеріалі "Ми звичайні ведмеді" (We bare bears) у серії 35, сезон 3, у кікбол грають дві команди юних рейнджерів. У грі можна помітити подібність кікболу та бейсболу.

## Зовнішні посилання
- Parker, Ashley (15 вересня 2006). Getting a Kick Out of Kickball. The New York Times. Архів оригіналу за 26 листопада 2006. Процитовано 29 вересня 2006.
- Skipp, Catharine; Dishongh, Kimberly (21 серпня 2006). Trends: All for the Love of the Game. Newsweek. Архів оригіналу за 24 липня 2008. Процитовано 19 березня 2007.
- Beja, Marc (5 лютого 2008). Still Kicking. Washington Square News. Архів оригіналу за 26 липня 2011. Процитовано 16 жовтня 2008.
- Whirty, Ryan (29 липня 2009). Follow the red bouncing ball. CITY Newspaper. Архів оригіналу за 12 вересня 2015. Процитовано 2 січня 2012.